# Erik Balling
Pour les articles homonymes, voir Balling.
Erik Balling est un réalisateur danois né  à Nyborg le 29 novembre 1924 et mort  à Gentofte (Seeland) le 19 novembre 2005 .
Il est surtout connu comme créateur avec Henning Bahs de La Bande à Olsen, une bande de criminels très célèbre dans les pays nordiques, qu'il a mis en scène dans une dizaine de comédies.

## Filmographie
- 1952 : Vi arme syndere
- 1953 : Vi som går køkkenvejen
- 1953 : Adam og Eva
- 1954 : Kongeligt besøg
- 1956 : Kispus
- 1956 : Qivitoq
- 1959 : Poeten og Lillemor
- 1960 : Tro, håb og trolddom
- 1960 : Poeten og Lillemor og Lotte
- 1965 : Slå først Frede!
- 1967 : Jeg er sgu min egen
- 1967 : Martha
- 1968 : Det var en lørdag aften
- 1968 : La Bande à Olsen (Olsen-banden)
- 1969 : Olsen-banden på spanden
- 1970 : Rend mig i revolutionen
- 1971 : Hændeligt uheld
- 1971 : Ballade på Christianshavn
- 1971 : Olsen-banden i Jylland
- 1972 : Olsen-bandens store kup
- 1973 : Olsen-banden går amok
- 1974 : Olsen-bandens sidste bedrifter
- 1975 : Olsen-banden på sporet
- 1976 : Olsen-banden ser rødt
- 1977 : Olsen-banden deruda'
- 1978 : Olsen-banden går i krig
- 1979 : Olsen-banden overgiver sig aldrig
- 1981 : Olsen-bandens flugt over plankeværket
- 1981 : Olsen-banden over alle bjerge
- 1984 : Midt om natten

## Distinctions
Erik Balling a  présenté Qivitoq en sélection officielle en compétition au festival de Cannes 1957 et a remporté le Bodil du meilleur film danois en 1953 pour Adam og Eva.